# Kafr Kalbin
Kafr Kalbin (arab. كفر كلبين) – miejscowość w Syrii, w muhafazie Aleppo. W 2004 roku liczyła 2146 mieszkańców.